# United States Basketball League 1993
La stagione USBL 1993 fu l'ottava  della United States Basketball League. Parteciparono 7 squadre in un unico girone.
Rispetto alla stagione precedente, la lega perse i Philadelphia Spirit, i New Jersey Jammers e i Tampa Bay Sunblasters, che fallirono. I New Haven Skyhawks e i Jacksonville Hooters si trasferirono e diventarono rispettivamente Connecticut Skyhawks e Daytona Beach Hooters. Si aggiunse una nuova franchigia, i Westchester Stallions

## Squadre partecipanti
- Atlanta Eagles
- Conn. Skyhawks
- Daytona B. Hooters
- Long Island Surf
- Miami Tropics
- P. Beach Stingrays
- Westch. Stallions

## Classifica
| Squadra               | V  | P  | %    | GB |
| --------------------- | -- | -- | ---- | -- |
| Daytona Beach Hooters | 16 | 8  | 66,7 | -  |
| Atlanta Eagles        | 14 | 10 | 58,3 | 2  |
| Miami Tropics C       | 14 | 10 | 58,3 | 2  |
| Long Island Surf      | 14 | 10 | 58,3 | 2  |
| Westchester Stallions | 12 | 12 | 50,0 | 4  |
| Connecticut Skyhawks  | 8  | 16 | 41,7 | 8  |
| Palm Beach Stingrays  | 6  | 18 | 25,0 | 10 |

## Play-off

### Quarti di finale
|  | Atlanta Eagles | 123 – 110 | Palm Beach Stingrays |  |

|  | Miami Tropics | 130 – 113 | Connecticut Skyhawks |  |

|  | Westchester Stallions | 128 – 120 | Long Island Surf |  |

### Semifinali
|  | Miami Tropics | 135 – 120 | Atlanta Eagles |  |

|  | Westchester Stallions | 131 – 117 | Daytona Beach Hooters |  |

### Finale
| Milford 6 luglio 1993                      | Miami Tropics | 139 – 127 (?, ?, 115-87) | Westchester Stallions | Law High School |
| \| \| \| \| \| Bannister 35 \| Punti \| \| |               |                          |                       |                 |
|                                            |               |                          |                       |                 |
| Bannister 35                               | Punti         |                          |                       |                 |

### Tabellone
|  | Quarti di finale | Quarti di finale | Quarti di finale |             |             | Semifinali  | Semifinali    | Semifinali |  |  | Finale | Finale | Finale |  |
|  |                  |                  |                  |             |             |             |               |            |  |  |        |        |        |  |
|  |                  |                  |                  |             |             | 1           | Daytona Beach | 0          |  |  |        |        |        |  |
|  |                  |                  |                  |             |             | 1           | Daytona Beach | 0          |  |  |        |        |        |  |
|  |                  |                  | 5                | Westchester | 1           |             |               |            |  |  |        |        |        |  |
|  | 5                | Westchester      | 5                | Westchester | 1           | 1           |               |            |  |  |        |        |        |  |
|  | 5                | Westchester      |                  |             |             |             |               |            |  |  |        |        |        |  |
|  | 4                | Long Island      | 0                |             |             |             |               |            |  |  |        |        |        |  |
|  | 4                | Long Island      | 0                |             | Westchester | Westchester | 0             |            |  |  |        |        |        |  |
|  |                  |                  |                  |             |             |             |               |            |  |  |        |        |        |  |
|  |                  |                  | Miami            | Miami       | 1           |             |               |            |  |  |        |        |        |  |
|  | 3                | Miami            | Miami            | Miami       | 1           | 1           |               |            |  |  |        |        |        |  |
|  | 3                | Miami            |                  |             |             |             |               |            |  |  |        |        |        |  |
|  | 6                | Connecticut      | 0                |             |             |             |               |            |  |  |        |        |        |  |
|  | 6                | Connecticut      | 0                |             | 3           | Miami       | 1             |            |  |  |        |        |        |  |
|  |                  |                  |                  |             | 3           | Miami       | 1             |            |  |  |        |        |        |  |
|  |                  |                  | 2                | Atlanta     | 0           |             |               |            |  |  |        |        |        |  |
|  | 7                | Palm Beach       | 2                | Atlanta     | 0           | 0           |               |            |  |  |        |        |        |  |
|  | 7                | Palm Beach       |                  |             |             |             |               |            |  |  |        |        |        |  |
|  | 2                | Atlanta          | 1                |             |             |             |               |            |  |  |        |        |        |  |

## Vincitore
| Campione USBL 1993        |
| ------------------------- |
| Miami Tropics (3º titolo) |

## Statistiche
| Categoria             | Giocatore         | Squadra               | Stat |
| --------------------- | ----------------- | --------------------- | ---- |
| Punti per gara        | Ken Bannister     | Miami Tropics         | 30,2 |
| Rimbalzi per gara     | Fred Lewis        | Daytona Beach Hooters | 9,3  |
| Assist per gara       | David Cain        | Long Island Surf      | 9,4  |
| Palle rubate per gara | Darrell Armstrong | Atlanta Eagles        | 3,7  |
| Stoppate per gara     | Antonio Harvey    | Atlanta Eagles        | 3,9  |
| FG%                   | Ken Bannister     | Miami Tropics         | 72,1 |
| FT%                   | Chris Childs      | Miami Tropics         | 88,8 |

## Premi USBL
- USBL Player of the Year: Ken Bannister, Miami Tropics
- USBL Coach of the Year: John Lucas, Miami Tropics
- USBL Rookie of the Year: Khari Jaxson, Palm Beach Stingrays
- USBL Man of the Year: Al Outlaw, Atlanta Eagles
- USBL Postseason MVP: Ken Bannister, Miami Tropics
- All-USBL First Team
  - Darrell Armstrong, Atlanta Eagles
  - Mark Brisker, Daytona Beach Hooters
  - Khari Jaxon, Palm Beach Stingrays
  - Ken Bannister, Miami Tropics
  - Fred Lewis, Daytona Beach Hooters
- All-USBL Second Team
  - Elmer Anderson, Westchester Stallions
  - Luther Burks, Miami Tropics
  - Cliff Robinson, Miami Tropics
  - Sebastian Neal, Westchester Stallions
  - Stan Rose, Atlanta Eagles
- USBL All-Defensive Team
  - Darrell Armstrong, Atlanta Eagles
  - Fred Lewis, Daytona Beach Hooters
  - Khari Jaxon, Palm Beach Stingrays
  - Lamont Middleton, Long Island Surf
  - Antonio Harvey, Atlanta Eagles
- USBL All-Rookie Team
  - Mark Bell, Daytona Beach Hooters
  - David Cain, Long Island Surf
  - Khari Jaxon, Palm Beach Stingrays
  - Lamont Middleton, Long Island Surf
  - Stan Rose, Atlanta Eagles